# Lasha K'asradze
Lasha K'asradze (in georgiano ლაშა კასრაძე?; 28 luglio 1989) è un calciatore georgiano, difensore del Gonio.

## Palmarès

### Club

#### Competizioni nazionali
- Supercoppa di Georgia: 1

Samt'redia: 2017
- Erovnuli Liga 2: 1

Shukura Kobuleti: 2022